# Akhan
Akhan är en ort i Azerbajdzjan.   Den ligger i distriktet İsmayıllı Rayonu, i den centrala delen av landet, 130 kilometer väster om huvudstaden Baku. Akhan ligger 1 540 meter över havet och antalet invånare är 573.
Terrängen runt Akhan är kuperad norrut, men söderut är den bergig. Närmaste större samhälle är Kalva, 15,0 kilometer söder om Akhan. 
Trakten runt Akhan består i huvudsak av gräsmarker. Runt Akhan är det ganska glesbefolkat, med 34 invånare per kvadratkilometer.